# Епархия Гуарапуавы
 Епархия Гуарапуавы (лат. Dioecesis Guarapuavensis) — епархия Римско-католической церкви c центром в городе Гуарапуава, Бразилия. Епархия Гуарапуавы входит в митрополию Куритибы. Кафедральным собором епархии Гуарапуавы является собор Пресвятой Девы Марии.

## История
16 декабря 1965 года Римский папа Павел VI выпустил буллу Christi vices, которой учредил епархию Гуарапуавы, выделив её из епархий Кампу-Морана, Понта-Гросы и Толеду.
3 декабря 1976 года епархия Гуапаруавы передала часть своей территории епархии Униан-да-Витории.

## Ординарии епархии
- епископ Friedrich Helmel (19.03.1966 — 27.09.1986);
- епископ Albano Bortoletto Cavallin (24.10.1986 — 11.03.1992) — назначен архиепископом Лондрины;
- епископ Giovanni Zerbini (11.01.1995 — 2.07.2003);
- епископ Antônio Wagner da Silva (2.07.2003 — по настоящее время).

## Источник
- Annuario Pontificio, Ватикан, 2007
- Булла Cum ad provehendam  (лат.)